# Novogueorguíevka (Àban)
|  | Per a altres significats, vegeu «Novogueorguíevka». |

Novogueorguíevka (en rus: Новогеоргиевка) és un poble del krai de Krasnoiarsk, a Rússia, segons el cens del 2010 tenia 28 habitants. Pertany al districte municipal d'Àban.